# Hugo Camberos
Hugo Camberos Figueroa (ur. 21 stycznia 2007 w Autlán de Navarro) – meksykański piłkarz występujący na pozycji skrzydłowego, od 2025 roku zawodnik Guadalajary.